# Голунський Володимир Миколайович
Володимир Миколайович Голу́нський (нар. 11 січня 1948, Новоград-Волинський) — український мистецтвознавець; член Хмельницької організації Спілки художників України з 1994 року; відмінник освіти України.

## Біографія
Народився 11 січня 1948 року в місті Новограді-Волинському (нині Житомирська область, Україна). 1974 року закінчив Ленінградський інститут живопису, скульптури та архітектури імені Іллі Рєпіна, де навчався в Анни Чубової.
Упродовж 1976–1980 років працював у правлінні Хмельницької організації Українського товариства охорони пам'яток історії і культури; з 1984 року — на Хмельницькому художньо-оформлювальному комбінаті; з 1994 року — у Хмельницькому центрі естетичного виховання учнівської молоді. Живе в місті Хмельницькому, в будинку на вулиці Івана Франка № 33, квартира 4.

## Діяльність
Художній критик, організатор численних мистецьких виставок, автор понад 100 публікацій з питань образотворчого мистецтва, про творчість подільських художників, естетичного виховання в періодичних виданнях, зокрема:
- «Розмай індивідуальностей» // «Корчагінець», 1986, 18 січня;
- «Традиції в образах» // «Корчагінець», 1988, 11 грудня;
- «Що за картиною» // «Корчагінець», 1990, 8 квітня;
- «Образи швидкоплинного часу» // «Поділля», 1995, 15 вересня;
- «Піймати мить на полотні» // «Подільські вісті», 1997, 18 березня.

Автор статей в Енциклопедії сучасної України.